# Joey Mantia
Joey Mantia (ur. 7 lutego 1986 w Ocala) – amerykański łyżwiarz szybki, czterokrotny medalista mistrzostw świata.
Największy sukces w karierze osiągnął w 2017 roku, zdobywając złoty medal w starcie masowym podczas dystansowych mistrzostw świata w Gangneung. W zawodach tych wyprzedził Francuza Alexisa Contina i Oliviera Jeana z Kanady. Na tej samej imprezie zajął też siódme miejsce w biegu na 1500 m. W 2014 roku brał udział w igrzyskach olimpijskich w Soczi, gdzie zajął 15. miejsce w biegu na 1000 m, 22. miejsce na 1500 m i siódme w biegu drużynowym. Na podium zawodów Pucharu Świata po raz pierwszy stanął 6 grudnia 2013 roku w Berlinie, gdzie zwyciężył na dystansie 1500 m. Najlepsze wyniki osiągał w sezonie 2015/2016, kiedy zajął trzecie miejsce w klasyfikacji końcowej 1500 m. Wyprzedzili go tylko Rosjanina Dienisa Juskowa i Holender Kjeld Nuis.